# Volutaria
Volutaria é um género botânico pertencente à família Asteraceae.

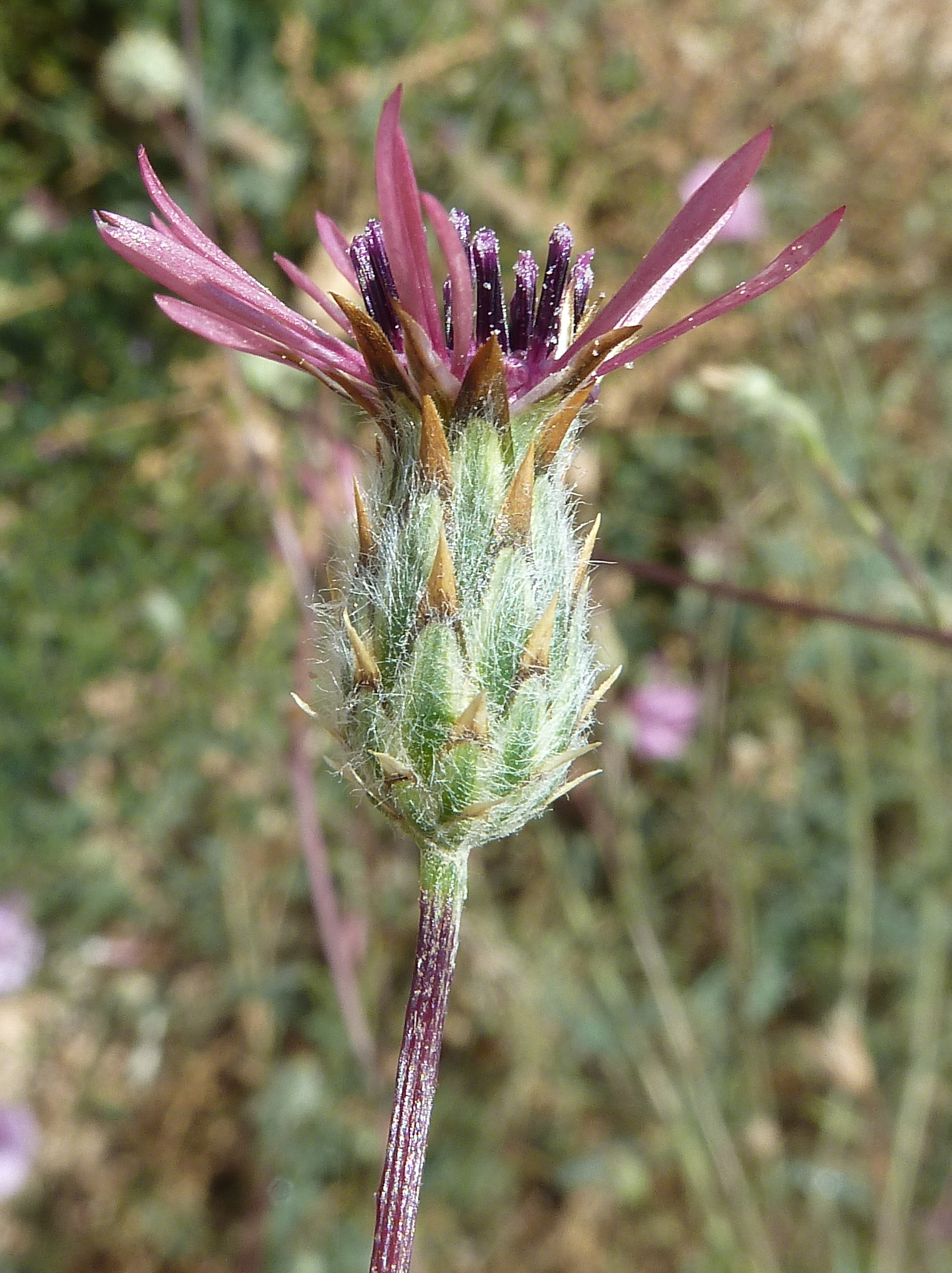
Volutaria tubuliflora - Inflorescencia - Albatera (Alicante, España)